# Blanes

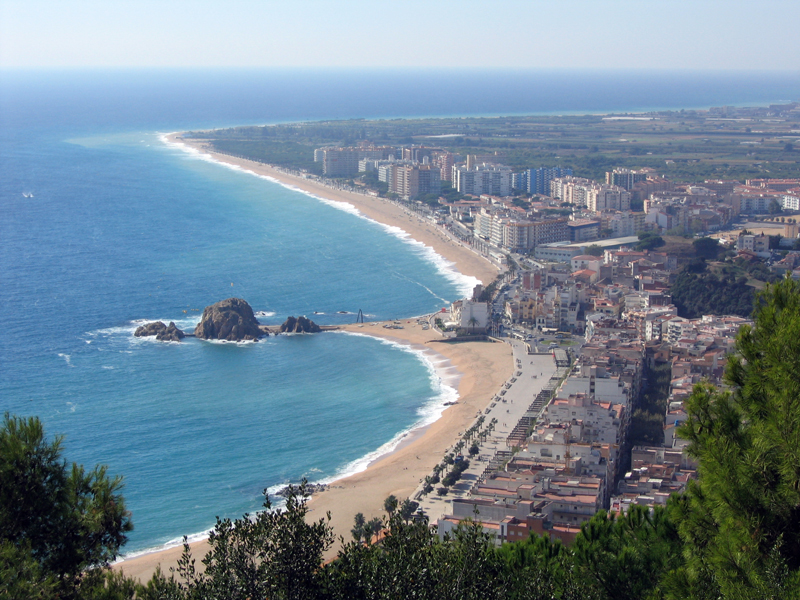
Plaja din Blanes

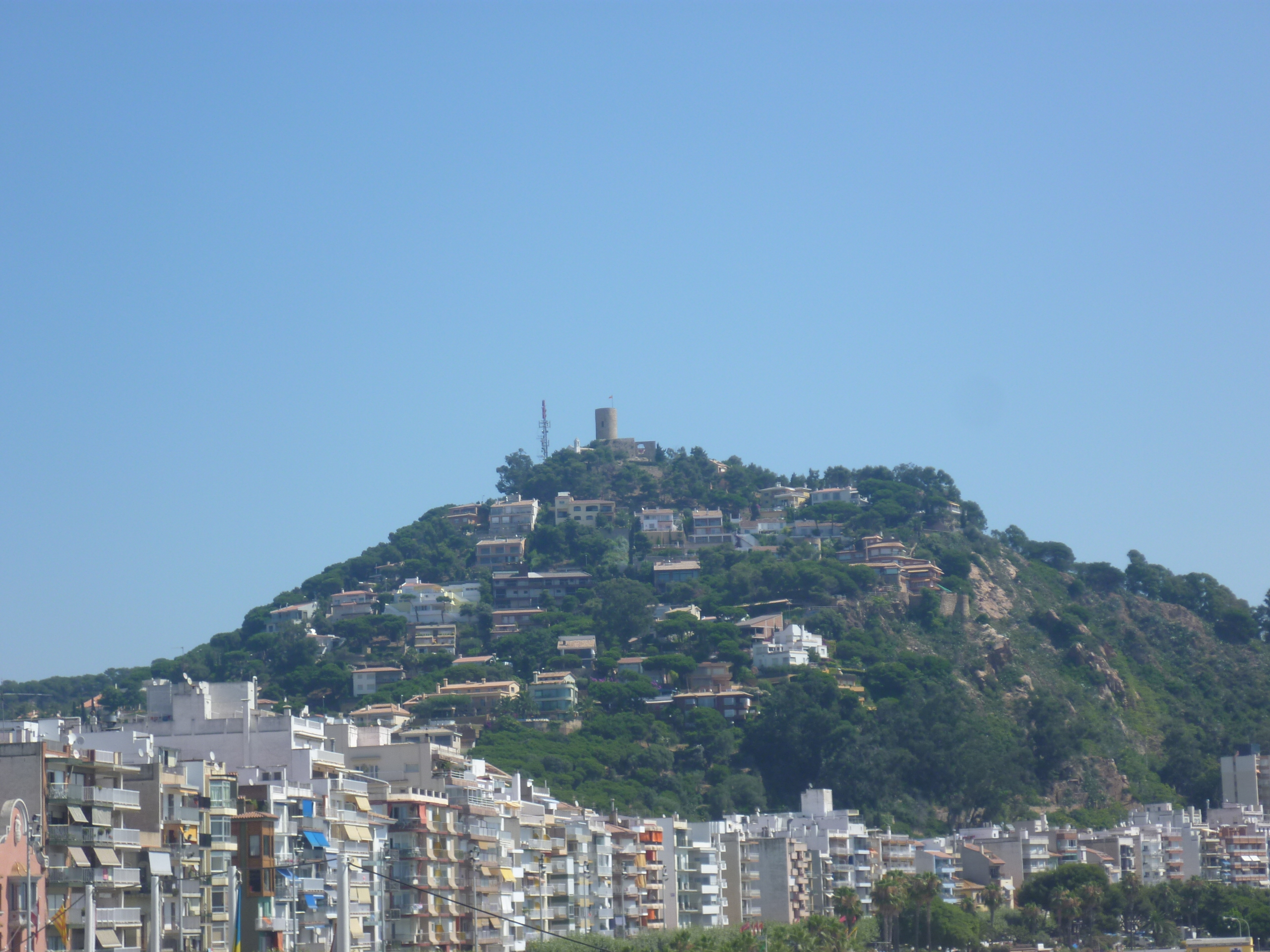
Sant Joan din Blanes

Blanes este un oraș turistic în provincia Girona, Catalonia, Spania. Are o populație de 36.711 locuitori. 
Este la o distanță de 68 km de Barcelona. Conține 4 km de plaja de toate tipurile, de la cea stâncoasă la cea nisipoasă.